# Уорд, Холкомб
Холкомб Уорд (англ. Holcombe Ward; 23 ноября 1878, Нью-Йорк — 23 января 1967, Ред-Банк, Нью-Джерси) — американский теннисист-любитель и спортивный функционер. Чемпион США 1904 года в одиночном разряде, шестикратный чемпион США в мужском парном разряде, победитель первого и второго розыгрышей Кубка Дэвиса в составе сборной команды США. Член Международного зала теннисной славы с 1956 года.

## Теннисная карьера
В первый год учёбы в Гарвардском университете, в 1897 году, Холкомб Уорд выиграл чемпионат штата Массачусетс, победив в финале другого гарвардского студента Лео Уэйра. В 1898 году Уорд и ещё один гарвардский студент, его сверстник Дуайт Дэвис дошли до финала мужского парного турнира на национальном чемпионате США, а с 1899 по 1901 год три раза подряд одерживали на этом турнире победу. В 1899 году Дэвис и Уорд стали также чемпионами США среди студентов.
Дэвис, Уорд и Малькольм Уитмен, также студент Гарварда, в 1900 году представляли команду США в Международном теннисном кубке вызова — матче против команды Британских островов. Американцы выиграли этот матч у родоначальников лаун-тенниса, в том числе и благодаря победе Дэвиса и Уорда над британской парой Эрнест Блэк/Герберт Ропер Барретт. Через два год состоялся новый матч, уже с участием сильнейших теннисистов Великобритании Реджинальда и Лоуренса Дохерти, которые выиграли у Дэвиса и Уорда парную встречу, но не весь матч, который опять остался за американцами. Соревнование стало традиционным, к нему подключались всё новые сборные и со временем оно получило имя в честь своего инициатора — Кубок Дэвиса. Уорд представлял сборную США в этом соревновании ещё два сезона, в 1905 и 1906 годах, оба раза доходя с ней до финала, но проигрывая там британцам.
В промежутке между двумя победами над британской сборной в США Дэвис и Уорд сами побывали в Великобритании, сыграв на Уимблдонском турнире, и дошли до раунда вызова, где победители турнира претендентов играли с действующими чемпионами — братьями Дохерти. В 1902 году уже Дохерти приняли участие в чемпионате США и снова обыграли Дэвиса и Уорда — действующих трёхкратных чемпионов.
В 1904 году Уорд стал чемпионом США в одиночном разряде, обыграв в финале Уильяма Клотье. Хотя победа была достигнута в трёх сетах, каждый из них был затяжным, что подчёркивало равный класс соперников: 10-8, 6-4, 9-7. Уорд также завоевал четвёртое звание чемпиона в мужских парах, где с ним выступал на сей раз Билс Райт. Через год он проиграл в раунде вызова Райту, ставшему победителем турнира претендентов, но во второй раз подряд выиграл с ним турнир мужских пар; третье подряд совместное звание (и шестое в общей сложности в карьере Уорда) они завоевали в 1906 году. В 1905 году Уорд второй раз участвовал в Уимблдонском турнире, в одиночном разряде проиграв уже в первом круге, но в мужских парах добравшись до полуфинала турнира претендентов. В общей сложности за время выступлений он семь раз попадал в список десяти сильнейших теннисистов США, публикуемый Ассоциацией лаун-тенниса Соединённых Штатов (USLTA), заняв в нём первое место в 1904 году.
Окончив игровую карьеру, Холкомб Уорд не расстался с лаун-теннисом, занявшись административной работой. С 1937 по 1947 год он был президентом USLTA. В 1956 году, за 11 лет до смерти, его имя было включено в списки Национального (позднее Международного) зала теннисной славы.

## Финалы турниров Большого шлема за карьеру

### Одиночный разряд (1-1)
| Результат | Год  | Турнир        | Соперник в финале | Счёт в финале  |
| --------- | ---- | ------------- | ----------------- | -------------- |
| Победа    | 1904 | Чемпионат США | Уильям Клотье     | 10-8, 6-4, 9-7 |
| Поражение | 1905 | Чемпионат США | Билс Райт         | 2-6, 1-6, 9-11 |

### Мужской парный разряд (6-3)
| Результат | Год  | Турнир              | Партнёр     | Соперники в финале                 | Счёт в финале           |
| --------- | ---- | ------------------- | ----------- | ---------------------------------- | ----------------------- |
| Поражение | 1898 | Чемпионат США       | Дуайт Дэвис | Джордж Шелдон Лео Уэйр             | 6-1, 5-7, 4-6, 6-4, 5-7 |
| Победа    | 1899 | Чемпионат США       | Дуайт Дэвис | Джордж Шелдон Лео Уэйр             | 6-4, 6-4, 6-3           |
| Победа    | 1900 | Чемпионат США (2)   | Дуайт Дэвис | Фред Александер Реймонд Литл       | 6-4, 9-7, 12-10         |
| Поражение | 1901 | Уимблдонский турнир | Дуайт Дэвис | Лоуренс Дохерти Реджинальд Дохерти | 6-4, 2-6, 3-6, 7-9      |
| Победа    | 1901 | Чемпионат США (3)   | Дуайт Дэвис | Билс Райт Лео Уэйр                 | 6-3, 9-7, 6-1           |
| Поражение | 1902 | Чемпионат США (2)   | Дуайт Дэвис | Лоуренс Дохерти Реджинальд Дохерти | 9-11, 10-12, 4-6        |
| Победа    | 1904 | Чемпионат США (4)   | Билс Райт   | Крейг Коллинз Реймонт Литл         | 1-6, 6-2, 3-6, 6-4, 6-1 |
| Победа    | 1905 | Чемпионат США (5)   | Билс Райт   | Фред Александер Гарольд Хакетт     | 6-4, 6-4, 6-1           |
| Победа    | 1906 | Чемпионат США (6)   | Билс Райт   | Фред Александер Гарольд Хакетт     | 6-3, 3-6, 6-3, 6-3      |